# Laval-Roquecezière
Laval-Roquecezière là một xã trong vùng Occitanie, thuộc tỉnh Aveyron, quận Millau, tổng Saint-Sernin-sur-Rance. Tọa độ địa lý của xã là 43° 48' vĩ độ bắc, 02° 38' kinh độ đông. Laval-Roquecezière nằm trên độ cao trung bình là 500 mét trên mực nước biển, có điểm thấp nhất là 329 mét và điểm cao nhất là 932 mét. Xã có diện tích 30,66 km², dân số vào thời điểm 1999 là 340 người; mật độ dân số là 11 người/km².

## Thông tin nhân khẩu
| 1962 | 1968 | 1975 | 1982 | 1990 | 1999 |
| ---- | ---- | ---- | ---- | ---- | ---- |
| 561  | 656  | 596  | 474  | 391  | 340  |

## Địa điểm tham quan
- Viện bảo tàng Saint-Crépin